# Ida Jarlskog
Ida Jarlskog (* 20. Juni 1998) ist eine schwedische Tennisspielerin.

## Karriere
Jarlskog spielt vorrangig Turniere der ITF Women’s World Tennis Tour, wo sie bislang zwei Doppeltitel feiern konnte.
Ihr erstes Turnier der WTA Tour bestritt Jarlskog bei den Ericsson Open 2017, wo sie sowohl für die Qualifikation zum Dameneinzel als auch zum Doppel zusammen mit ihrer Partnerin Mirjam Björklund eine Wildcard erhielt. Sowohl im Einzel als auch im Doppel verlor sie bereits ihre Erstrundenbegegnungen.
Ihr bislang letztes internationale Turnier spielte Jarlskog im Juni 2021. Sie wird daher nicht mehr in der Weltrangliste geführt.

## Turniersiege

### Doppel
| Nr. | Datum         | Turnier  | Kategorie   | Belag | Partnerin      | Finalgegnerinnen                             | Ergebnis           |
| --- | ------------- | -------- | ----------- | ----- | -------------- | -------------------------------------------- | ------------------ |
| 1.  | 30. Juni 2017 | Lund     | ITF $25.000 | Sand  | Fanny Östlund  | Laura-Ioana Andrei Julia Wachaczyk           | 6:2, 6:74, [14:12] |
| 8.  | 7. Juli 2018  | Den Haag | ITF $15.000 | Sand  | Emily Appleton | Dasha Ivanova Julyette Maria Josephine Steur | 6:4, 6:0           |